# Acrocephalus agricola
El carricero agrícola (Acrocephalus agricola) es una especie de ave paseriforme de la familia Acrocephalidae propia de Asia y el sureste de Europa. Anteriormente el carricerín manchú (A. tangorum) se consideraba una subespecie del carricero agrícola. Antiguamente se clasificaba como todo su género dentro de la familia Sylviidae.

## Hábitat y zona de distribución
Vive en la zona templada del centro de Asia. Es un ave migratoria: pasa los inviernos en Pakistán y en la India. Raramente, puede aparecer en Europa Occidental, y existen pequeñas poblaciones de esta especie a lo largo de las costas occidentales del mar Negro, en la frontera entre Bulgaria y Rumania. Esta ave paseriforme vive en las zonas de vegetación baja, como pastos largos, cañas y de plantaciones de arroz. 

## Morfología y reproducción

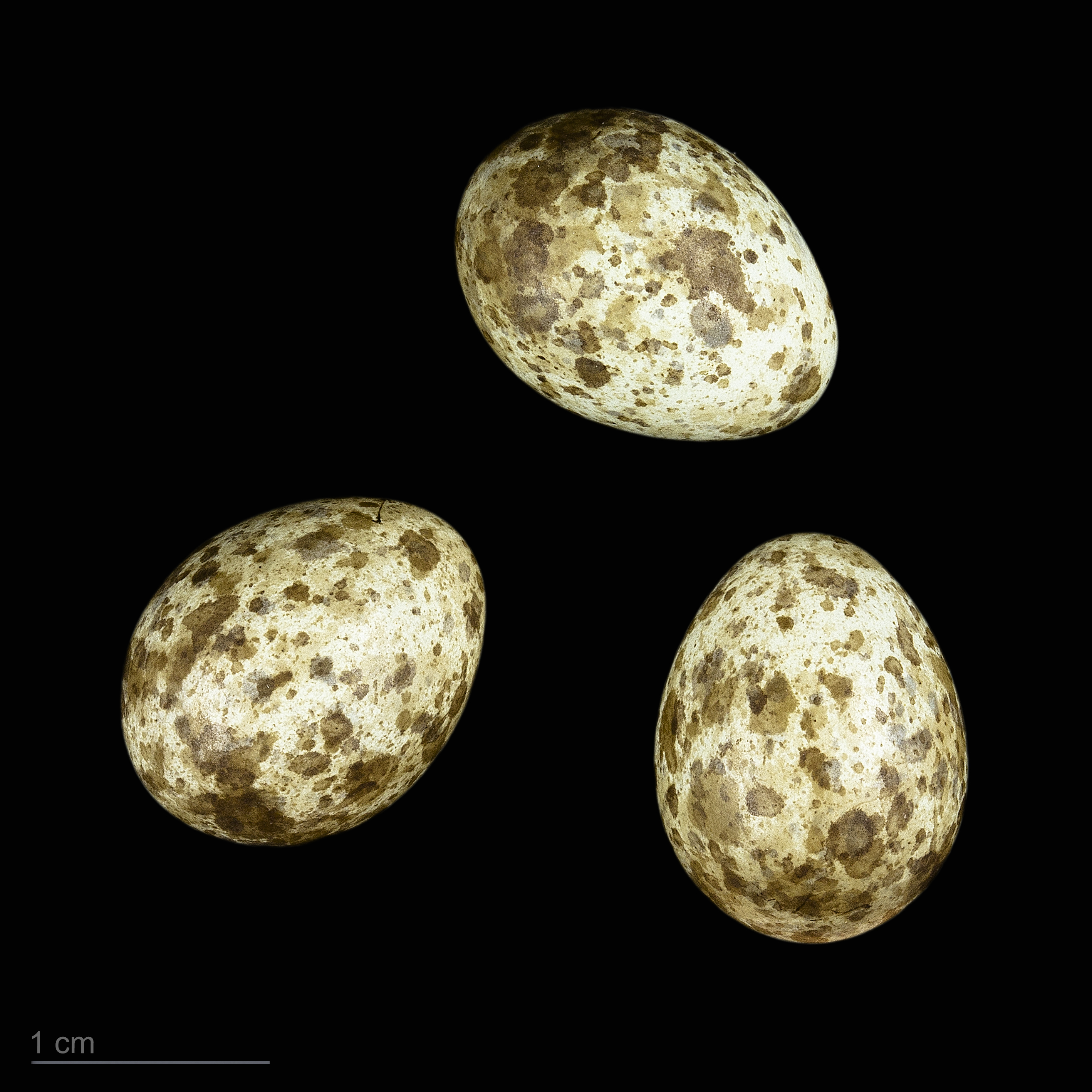
Acrocephalus agricola - MHNT

El carricero agrícola mide trece centímetros de largo, con una envergadura total de diecisiete centímetros y medio. Su tamaño lo asemeja con el carricero promedio, pero con pico más corto y envergadura menor. El adulto tiene cuerpo mayormente pardo pálido con patas amarillas, y ancas de un tono pardo más oscuro. El plumaje de su cabeza es blanco en partes y el pico es corto y puntiagudo. Ambos sexos son idénticos, como la mayoría de las aves de su familia, pero los juveniles tienen patas de un tono amarillo más intenso. Son aves insectívoras, como todos los de su familia. 
Cada vez que se reproduce, la hembra deposita entre cuatro y cinco huevos en nidos hechos con pasto. El canto de esta ave es similar al del carricero políglota, con mucha imitación y con silbidos agregados. El canto es más débil y más rítmico que el del carricero políglota.